# لقشوم (المفلحي)

تعديل مصدري - تعديل

لقشـوم هي إحدى قرى عزلة المفلحي بمديرية المفلحي التابعة لمحافظة لحج، بلغ تعداد سكانها 83 نسمة حسب تعداد اليمن لعام 2004.